# Partito del Movimento della Grande Indonesia
Il  Partito del Movimento della Grande Indonesia (in indonesiano Partai Gerakan Indonesia Raya - Gerindra) è un partito politico indonesiano di orientamento nazionalista, conservatore e populista fondato nel 2008 su iniziativa di Prabowo Subianto, ex militare, già comandante del KOPASSUS (Forze speciali indonesiane).
Alle elezioni politiche del 2014 il Gerindra ha preso parte alla Coalizione Rossa e Bianca (Koalisi Merah Putih, KMP), della quale facevano parte, tra gli altri, anche il Partito Golkar (conservatori), il Partito dello Sviluppo Unito (islamico conservatore) e il Partito della Giustizia Prospera (islamico conservatore).
Alle elezioni politiche del 2019 il Gerindra ha preso parte alla Coalizione Indonesia Prospera e Giusta (Koalisi Indonesia Adil Makmur, KIAM)  , della quale faceva parte, tra gli altri, anche il Partito della Giustizia Prospera (islamico conservatore) e il Partito del Mandato Nazionale (islamico conservatore).

## Risultati elettorali

### Elezioni parlamentari
- Parlamentari 2009: 4,46 % dei voti e 26 seggi.
- Parlamentari 2014: 11,81 % dei voti e 73 seggi.
- Parlamentari 2019 12.57% dei voti e 78 seggi;

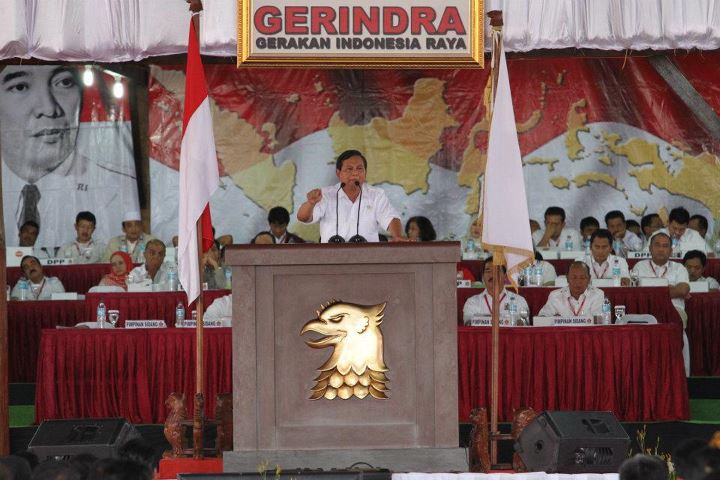
Prabowo accetta la candidatura

### Elezioni presidenziali
- Presidenziali 2009: sostiene la candidatura di Megawati Sukarnoputri del PDI-P (sconfitta con il 26.79% dei voti da Susilo Bambang Yudhoyono), Prabowo Subianto era candidato come vicepresidente.
- Presidenziali 2014: sostiene la candidatura di Prabowo Subianto (sconfitto con il 46,85% dei voti da Joko Widodo).
- Presidenziale 2019: sostiene la candidatura di Prabowo Subianto (sconfitto con il 44, 50% dei voti  Joko Widodo).